# Ховинсари
Ховинсари (Ховинсаари, фин. Hovinsaari от фин. hovi — «дворец, двор») — крупный остров в юго-восточной Финляндии, в Финском заливе Балтийского моря. Занимает территорию 6,7 км2. Имеет продолговатую форму. Тянется к северу от острова Котка до устья реки Кюмийоки, разделяя его на два рукава. Административно относится к общине Котка в области Кюменлааксо.
На острове расположена российская крепость Кюменегород.
Соединён с островом Котка дамбой. По дамбе была проложена железная дорога.
На юго-западной оконечности острова находился створный знак.